# Dlouhý pochod 11
Dlouhý pochod 11 (čínsky: 長征 十一 號 運載火箭), nebo Changzheng 11, zkráceně LM-11 nebo CZ-11, je čínská čtyřstupňová nosná raketa z řady Dlouhý pochod, kterou vyvinula akademie China Academy of Launch Vehicle Technology (CALT). Byla navržena tak, aby mohla startovat z mořské plošiny (verze CZ-11H). Pravděpodobně je odvozena od rakety DF-31. K prvnímu letu Dlouhého pochodu 11 došlo dne 25. září 2015. K prvnímu vypuštění z mořské plošiny došlo 5. června 2019, mořská plošina byla při startu umístěna ve Žlutém moři. Do roku 2020 bylo provedeno jedenáct startů.

## Přehled letů
| Let číslo | Datum startu UTC        | Místo startu           | Náklad | Oběžná dráha | Status  |
| --------- | ----------------------- | ---------------------- | --- | ------------ | ------- |
| 1         | 25. září 2015 01:41     | Ťiou-čchüan            | Pujiang-1 Tianwang 1A Tianwang 1B Tianwang 1C | SSO          | Úspěšná |
| 2         | 9. listopadu 2016 23:42 | Ťiou-čchüan            | XPNAV 1 Xiaoxiang 1 | SSO          | Úspěšná |
| 3         | 19. ledna 2018 04:12    | Ťiou-čchüan            | Jilin 1-07 Jilin 1-08 4 cubesaty | SSO          | Úspěšná |
| 4         | 26. dubna 2018 04:42    | Ťiou-čchüan            | Zhuhai 1 OVS-1 Zhuhai 1 OHS-1 Zhuhai 1 OHS-2 Zhuhai 1 OHS-3 Zhuhai 1 OHS-4 | SSO          | Úspěšná |
| 5         | 21. prosince 2018 23:51 | Ťiou-čchüan            | Hongyun-1 | SSO          | Úspěšná |
| 6         | 21. ledna 2019 05:42    | Ťiou-čchüan            | Jilin-1 Spectral 01 Jilin-1 Spectral 02 Lingque 1A Xiaoxiang-1 03 | SSO          | Úspěšná |
| 7         | 5. června 2019 04:06    | Mořská plošina De Bo 3 | Bufeng 1A Bufeng 1B Jilin 1 High Resolution 3A Xiaoxiang-1 04 Tianqi 3 Tianxiang 1 Tianxiang 2                                                                                               | LEO          | Úspěšná |
| 8         | 19. září 2019 06:42     | Ťiou-čchüan            | Zhuhai-1 OVS 3A Zhuhai-1 OHS 3A Zhuhai-1 OHS 3B Zhuhai-1 OHS 3C Zhuhai-1 OHS 3D | SSO          | Úspěšná |
| 9         | 29. května 2020 20:13   | Si-čchang              | XJS G XJS H | LEO          | Úspěšná |
| 10        | 15. září 2020 01:23     | Mořská plošina De Bo 3 | Jilin 1 Gaofen 3B 01 Jilin 1 Gaofen 3B 02 Jilin 1 Gaofen 3B 03 Jilin 1 Gaofen 3B 04 Jilin 1 Gaofen 3B 05 Jilin 1 Gaofen 3B 06 Jilin 1 Gaofen 3C 01 Jilin 1 Gaofen 3C 02 Jilin 1 Gaofen 3C 03 | SSO          | Úspěšná |
| 11        | 9. prosince 2020        | Si-čchang              | GECAM A GECAM B | LEO          | Úspěšná |